# Аћим Тодоровић
Аћим Тодоровић (Жеравице, 21. септембар 1965) је српски књижевник, пјесник, романописац и књижевни критичар.

## Биографија
Рођен је у Жеравицама код Хан Пијеска. Основну школу завршио је у Пјеновцу, а средњу техничку школу у Хан Пијеску, да би затим школовање наставио у Београду гдје је дипломирао на Факултету за пословно индустријски менаџмент у Београду.
Током одбрамбено-отаџбинског рата припадник је полиције Републике Српске. Борац је прве категорије.
Након рата преселио се у Власеницу гдје живи и ствара. Члан је Удружења књижевника Републике Српске и Удружења књижевника Србије. Романописац, пјесник, књижевни клритичар. Оснивач је "Лучиних књижевних сусрета", и регионалног Књижевног клуба „Луча” чији је и предсједник.

## Дјела
Од написаних дјела, награђивана су и истакла су се следећа:
- Замах над животом (2005) поезија,
- Људи вучије крви (2009) роман,
- На многаја љета (2013) поезија,
- Родослов братства Тодоровића из Жеравица (2014) монографија,
- Јаук гробне тишине (2016) роман,
- На  усни кап меда (2017) поезија,
- Душа мироточи (2019) поезија,[4]
- Христова јагњад (2022) поезија.[5]

## Награде
Добитник је низа признања за рад и књижевно стваралаштво:
- Добитник прве награде на манифестацији „Стеријиним стазама“ у Београду 2013. године.
- Повеља „Дучићева лира“ Књижевног клуба „Јован Дучић“ из Добоја 2014. године.
- Добитник специјалне награде „Милутин Мијаиловић“ 2015.
- Повеље „Андрић-граду“ , Вишеград 2016.године.
- Милорад Калезић за најбољу књигу објављену 2022. године.
- Међународна награда за поезију у Италији 2019. године.[2]
- Повеља „Српске академије научника и уметника“ Београд.[2]